# Цифрове клонування
Цифрове клонування (англ. Digital cloning) — це нова технологія, яка включає алгоритми глибокого навчання, що дозволяє оперувати існуючими в даний час аудіо, фото та відео, які мають гіперреалістичний характер. Одним із наслідків такої технології є те, що гіпер-реалістичні відео та фотографії настільки якісні, що людське око не може розрізнити, що є реальним, а що підробленим. Крім того, завдяки численним компаніям, які роблять ці технології доступними для загалу, вони можуть приносити як різні переваги, так і юридичні та етичні проблеми.
Спочатку цифрове клонування набуло вжитку в індустрії розваг. Ідея цифрових клонів виникла у кінокомпаній, які створювали цифрові копії  померлих акторів. У випадку, коли актор помирає під час кіновиробництва, може бути синтезований цифровий клон актора за допомогою попередніх кадрів, фотографій та голосових записів, що дозволяє імітувати реальну людину та продовжити виробництво фільму.
Сучасний штучний інтелект дозволяє підробляти зображення. А саме маніпулювати відеозображенням так, що особа, зображена у відео, говорить або виконує дії, на які вона не давала згоди. У квітні 2018 року для попередження громадськості про потенційну небезпеку фейків, ресурс BuzzFeed опублікував підроблене відео, створене Джорданом Пілі (англ. Jordan Peele), в якому колишній президент Барак Обама зробив заяви, які раніше не оприлюднювалися.
Окрім фейків, такі компанії, як Intellitar, тепер дозволяють легко створити свій власний цифровий клон з низки зображень та голосових записів. Це по суті створює цифрове безсмертя, дозволяючи близьким спілкуватися із загиблими. Цифрове клонування не лише дозволяє цифровим способом запам'ятовувати своїх близьких, але їх також можна використовувати для створення аватарів історичних фігур та використовувати їх у навчальних закладах.
З розвитком різних технологій, як згадувалося вище, виникають численні занепокоєння, серед них крадіжка особистих даних, витік даних та інші етичні проблеми. Одне з питань цифрового клонування — це те, що законодавство не достатньо захищає потенційних жертв від цих можливих проблем.

## Технологія

### Інтелектуальні платформи для аватарів (IAP)
Інтелектуальну платформу аватарів (англ. Intelligent Avatar Platform, IAP) можна визначити як онлайн-платформу, підтримувану штучним інтелектом, яка дозволяє створити свій клон. Індивід повинен навчити свого клона діяти та говорити так, як він це робить, для цього алгоритму надаються для навчання численні голосові та відеозаписи. По суті, ця платформа стає місцем, де аватари можуть існувати вічно, оскільки вони можуть взаємодіяти з іншими аватарами на тій же платформі. IAP стає платформою для досягнення цифрового безсмертя, а також збереження родового дерева та спадщини для наступних поколінь.
Деякі приклади IAP включають Intellitar та Eterni.me. Хоча більшість цих компаній ще перебувають у стадії розробки, всі вони мають спільну мету — дозволити користувачеві створити точний дублікат себе, щоб зберігати кожен спогад, який вони мають у своєму розумі, в кіберпросторі. Деякі розробники надають безкоштовну версію, яка дозволяє користувачеві вибирати лише аватар із заданого набору зображень та аудіо. А вже в преміум-версії користувач може завантажувати фотографії, відео та аудіозаписи для створення своєї реалістичної версії. Крім того, для того, щоб клон був максимально наближений до оригінальної особи, компанії також заохочують взаємодіяти з власним клоном, спілкуватись з ним у чаті та відповідати на запитання. Це дозволяє алгоритму пізнати справжню людину і застосувати ці знання до клону.
Серед потенційних проблеми IAP - можливий витік даних та відсутність згоди померлого. IAP повинен мати потужну основу та захист проти порушень та злому даних, щоб захистити особисту інформацію загиблих, яка може включати запис голосу, фотографії та повідомлення. Крім ризику порушити особисту конфіденційність, існує також ризик порушити приватне життя померлого . Хоча можна дати згоду на створення цифрового клону перед його фізичною смертю, вони не можуть дати згоду на дії, які може здійснити цифровий клон.

### Deepfakes
Як було описано раніше, фейки — це форма відео маніпуляції, де можна змінити присутніх людей, подаючи різні зображення конкретної людини, яку вони хочуть. Крім того, ви також можете змінити голос і слова, які говорить людина у відео, просто надіславши серію голосових записів нової людини тривалістю близько однієї або двох хвилин. У 2018 році було випущено новий додаток під назвою FakeApp, що дозволив громадськості легко отримати доступ до цієї технології для створення відео. Цей додаток також було використано для створення відео Buzzfeed колишнього президента Барака Обами. Завдяки deepfakes, галузі можуть знизити витрати на наймання акторів або моделей для фільмів та реклами, створюючи відео та фільми ефективно за низькою ціною, лише збираючи серію фотографій та аудіозаписів за згодою особи.
Потенційна проблема, пов'язана з deepfakes, полягає в тому, що доступ надається практично кожному, хто завантажує різні додатки, які пропонують ту саму послугу. Отримавши доступ до цього інструменту, хтось може зловмисно використовувати цю програму для створення відео як помсти та маніпулятивних відео державних чиновників, які роблять заяви, про які вони ніколи не скажуть у реальному житті. Це не тільки зачіпає конфіденційність особистості у відео, але й викликає різні етичні проблеми.

### Клонування голосу
Клонування голосу — це алгоритм глибокого навчання, який приймає записи голосу окремої людини і здатний синтезувати голос, дуже схожий на початковий голос. Подібно до deepfakes, є численні додатки, такі як LyreBird, iSpeech та CereVoice Me, що надають публіці доступ до такої технології. Алгоритму просто потрібно максимум пару хвилин аудіозаписів, щоб створити подібний голос, і він також зрозуміє будь-який текст і прочитає його вголос. Хоча ця програма ще перебуває на стадії розробки, вона швидко розвивається, оскільки великі корпорації технологій, такі як Google та Amazon, вкладають величезні кошти для розвитку.
Деякі з позитивних застосувань клонування голосу включають можливість синтезу мільйонів аудіокниг без використання людської праці. Ще цю технологію можна позитивно застосувати для тих, хто, можливо, втратив голос, може повернути почуття індивідуальності, створивши власний клон голосу, ввівши записи на яких ці люди говорять, перш ніж вони втратили свій голос. З іншого боку, клонування голосу також вразливе до неправильного використання. Прикладом цього є висловлювання знаменитостей та державних чиновників, які клонуються, і голос може сказати щось, що спровокує конфлікт, незважаючи на те, що особа не має нічого спільного з тим, що сказав їхній голос.

## Конструктивне використання

### Освіта
Цифрове клонування може бути корисним у навчальній обстановці для створення більш глибокого досвіду для студентів. Деякі студенти можуть навчитися краще завдяки більш інтерактивному досвіду, а створення фейків може підвищити здатність учнів до навчання. Одним із прикладів цього є створення цифрового клону історичних постатей, наприклад, Авраама Лінкольна, щоб показати, з якими проблемами він стикався за своє життя і як він зміг їх подолати. Ще один приклад використання цифрових клонів у навчальних закладах — це те, щоб оратори створили цифровий клон із себе. У різних адвокатських груп можуть виникнути проблеми з розкладом, оскільки вони відвідують різні школи протягом року. Однак, створюючи самі цифрові клони, їхні клони можуть презентувати тему в тих місцях, де група фізично не змогла її зробити. Ці навчальні переваги можуть принести студентам новий спосіб навчання, а також надання доступу до тих, хто раніше не мав доступу до ресурсів через екологічні умови.

### Мистецтво
Хоча цифрове клонування вже деякий час є в індустрії розваг та мистецтва, штучний інтелект може значно розширити використання цих технологій у цій галузі. Кіноіндустрія може створити ще більше гіпер-реалістичних акторів та актрис, які померли. Крім того, кіноіндустрія також може створити цифрові клони на сценах з фільмами, що може зажадати додаткових даних, що може допомогти значно скоротити витрати на виробництво. Однак цифрове клонування та інші технології можуть бути корисними для некомерційних цілей. Наприклад, художники можуть бути більш виразними, якщо вони прагнуть синтезувати аватари, щоб бути частиною їх відеопродукції. Вони також можуть створювати цифрові аватари, щоб скласти свою роботу та допомогти сформулювати свої ідеї, перш ніж перейти до роботи над заключним твором.

### Цифрове безсмертя
Хоча цифрове безсмертя існує деякий час, оскільки облікові записи соціальних медіа померлих продовжують залишатися в кіберпросторі, створюючи віртуальний клон, який є безсмертним, набуває нового сенсу. Створюючи цифровий клон, можна зафіксувати не лише візуальну присутність себе, але й їх маньєризм, включаючи особистість та пізнання. За допомогою цифрового безсмертя можна продовжувати взаємодіяти зі своїми близькими після того, як вони пройдуть, що, можливо, може закінчити бар'єр фізичної смерті. Крім того, сім'ї можуть з'єднуватися з декількома поколіннями, утворюючи родове дерево, в певному сенсі, передавати спадщину родини наступним поколінням, забезпечуючи спосіб передачі історії.

## Побоювання

### Підроблені новини
При нестачі норм для фейків виникає кілька проблем. Деякі, що стосуються відеороликів, які можуть принести потенційну шкоду, включають зображення політичних чиновників, що демонструють неадекватну поведінку, поліцейські які розстрілюють беззбройних чорношкірих людей, та солдати, що вбивають невинних цивільних, можуть почати з'являтися, хоча це в житті ніколи не траплялося. Коли такі гіперреалістичні відеоролики публікуються в Інтернеті, громадськість стає дуже легко дезінформувати, що може змусити людей вжити заходів, тим самим сприяючи цьому порочному циклу непотрібної шкоди. Крім того, із збільшенням підроблених новин в останніх новинах також існує можливість поєднання фейків та фальшивих новин. Це призведе до додаткових труднощів у розрізненні того, що є реальним, а що підробленим. Візуальна інформація може бути дуже переконливою для людських очей, тому поєднання глибоких фейків та фальшивих новин може мати згубний вплив на суспільство. Компанії соціальних медіа та інші платформи для новин повинні приймати чіткі правила.

### Особисте користування
Ще одна причина, з якою зловмисно можуть використовуватися фейки, це те, що хтось може нашкодити іншому на особистому рівні. Завдяки підвищеній доступності технологій створення фейків, шантажисти і злодії здатні легко витягувати особисту інформацію для фінансових прибутків та інших причин, створюючи відео для близьких жертви щоб просити допомоги. Крім того, клонування голосу може зловмисно застосовуватися злочинцями для здійснення фальшивих телефонних дзвінків жертвам. Телефонні дзвінки матимуть точний голос та маньєризм, як особа, яка може обдурити потерпілого в наданні приватної інформації злочинцю.
Створення фейків та голосових клонів для особистого використання може бути надзвичайно важким відповідно до закону, оскільки комерційної шкоди немає. Швидше за все, вони часто виникають у формі психологічної та емоційної шкоди, утрудняючи суд у забезпеченні засобів захисту.

### Етичні наслідки
Хоча існують численні юридичні проблеми, які виникають із розвитком такої технології, є також етичні проблеми, які можуть бути не захищені чинним законодавством. Однією з найбільших проблем, яка виникає із застосуванням фейків та клонування голосу, є потенціал крадіжки особистих даних. Однак крадіжку особистих даних із точки зору фейків важко переслідувати, оскільки в даний час немає законів, характерних для фейків. Крім того, збитки, які може принести зловмисне використання фейків, є скоріше психологічним та емоційним, а не фінансовим, що ускладнює надання засобів захисту. Аллен стверджує, що спосіб поводження з приватним життям схожий на категоричний імператив Канта .
Іншим етичним наслідком є використання приватної та особистої інформації, від якої потрібно відмовитися, щоб використовувати цю технологію. Оскільки цифрове клонування, фейки та клонування голосу всі використовують алгоритм глибокого навчання, чим більше інформації отримує алгоритм, тим кращі результати. Однак на кожній платформі існує ризик порушення даних, що потенційно може призвести до того, що групи, до яких користувачі ніколи не погоджуються, отримують доступ до особистої інформації. Крім того, посмертна конфіденційність ставиться під сумнів, коли члени сім'ї коханої людини намагаються зібрати якомога більше інформації, щоб створити цифровий клон померлого без дозволу, скільки інформації вони готові здати.

## Діючі закони в США

### Закони про авторські права
У США закони про авторські права вимагають певного виду оригінальності та креативності, щоб захистити індивідуальність автора. Однак створити цифровий клон просто означає взяти особисті дані, такі як фотографії, голосові записи та іншу інформацію, щоб створити віртуальну людину, максимально близьку до фактичної людини. У рішенні справи Верховного Суду Feist Publications Inc. v. Rural Television Services Company, Inc., Justice O'Connor наголосив на важливості оригінальності та певної міри творчості. Однак масштаби оригінальності та креативності чітко не визначені, що створює сіру зону для законів про авторські права. Створення цифрових клонів вимагають не тільки даних людини, але й інформування творця про те, як цифровий клон повинен діяти чи рухатися. У справі Meshwerks проти Toyota було поставлено це питання, і суд заявив, що ті ж закони про авторські права, створені для фотографії, повинні застосовуватися до цифрових клонів.

### Право на публічність
Зважаючи на відсутність законодавчих актів щодо захисту осіб від потенційного шкідливого використання цифрового клонування, право на публічну рекламу може бути найкращим способом захистити його в правових умовах. Право на публічність, яке також називають правами особистості, дає автономію особистості, коли мова йде про контроль над власним голосом, зовнішністю та іншими аспектами, які по суті складають їх особистість у комерційних умовах. Якщо підроблене відео або цифровий клон одного з них виникає без їхньої згоди, зображуючи особу, яка діє або робить заяви, які не належать до їх особистості, вони можуть вжити юридичних дій, стверджуючи, що це порушує їхнє право на публічність. Хоча право на публічність конкретно зазначає, що воно має на меті захистити імідж фізичної особи в комерційній обстановці, що вимагає певного виду прибутку, деякі заявляють, що законодавство може бути оновлено для захисту практично чийогось образу та особистості. Ще одна важлива примітка полягає в тому, що право на публічність здійснюється лише в конкретних штатах, тому деякі держави можуть мати різні трактування права порівняно з іншими державами.

## Профілактичні заходи

### Технологія
Одним із способів для того щоб не стати жертвою будь-якої із згаданих вище технологій є розробка штучного інтелекту проти цих алгоритмів. Вже є кілька компаній, які розробили штучний інтелект, який може виявляти штучні зображення, дивлячись на шаблони кожного пікселя. Застосовуючи подібну логіку, вони намагаються створити програмне забезпечення, яке знімає кожен кадр даного відео та аналізує його піксель за пікселем, щоб знайти шаблон оригінального відео та визначити, чи ним маніпулювали чи ні.
Окрім розробки нової технології, яка дозволяє виявити будь-які відео-маніпуляції, багато дослідників підвищують значення для приватних корпорацій, створюючи більш жорсткі вказівки щодо захисту конфіденційності приватних осіб. З розвитком штучного інтелекту необхідно запитати, як це впливає на суспільство сьогодні, оскільки воно починає проявлятися практично в усіх аспектах суспільства, включаючи медицину, освіту, політику та економіку . Крім того, штучний інтелект почне з'являтися в різних аспектах суспільства, що робить важливим прийняття законів, що захищають права людини, коли технологія переймає їх. Оскільки приватний сектор отримує все більшу цифрову владу над громадськістю, важливо встановити суворі правила та закони, щоб не допустити приватних корпорацій зловмисно використовувати особисті дані. Крім того, минула історія різних порушень даних та порушень політики конфіденційності також повинна бути попередженням про те, як можна отримати доступ та використовувати особисту інформацію без згоди особи.

### Цифрова грамотність
Ще один спосіб запобігти шкоді від цієї технології — це освіта людей про плюси і мінуси цифрового клонування. Це дає право кожній людині приймати раціональне рішення, виходячи з власних обставин. Крім того, важливо також навчати людей, як захистити інформацію, яку вони розміщують в Інтернеті. Підвищуючи цифрову грамотність громадськості, у людей є більше шансів визначити, чи підроблене певне відео, оскільки вони можуть більш скептично ставитися до інформації, яку вони знаходять в Інтернеті.